# Jerzy Alexandrovicz

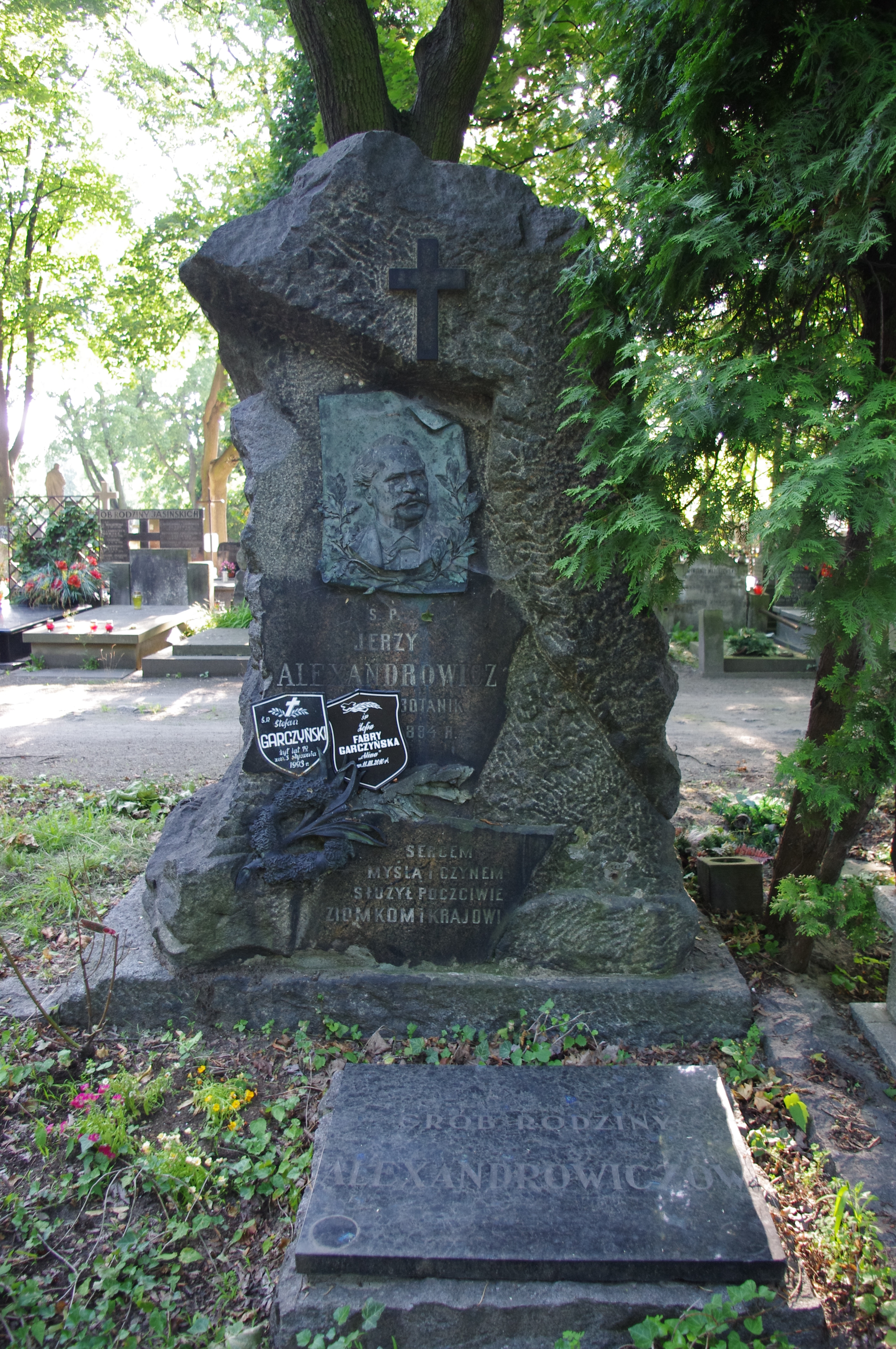
Tumba del autor en Varsovia

Jerzy Aleksandrowicz lub Alexandrowicz (3 de enero de 1819, Kumieciszki, Gubernia de Suwałki - 13 de enero de 1894, Varsovia) fue un micólogo, botánico, polaco, profesor y organizador de las instituciones relacionadas con la naturaleza. Pionero de la sericicultura en Polonia.

## Biografía
Hijo de un empresario rural acomodado, de origen lituano. Su madre Magdalena Kluczyńskich, falleció en 1839. Uutilizando una beca del gobierno, se matriculó en la Universidad de San Petersburgo. En 1843, obtuvo el título en ciencias naturales. Después de su graduación, comenzó a trabajar como profesor en diversas universidades en Varsovia (incluyendo clases de anatomía en Escuela de Bellas Artes de Varsovia.
Murió en Varsovia y fue enterrado en el Cementerio de Powązkowskim.

## Actividades científicas y organizadoras
En la universidad estudió botánica y su tesis versó sobre Familia Ericaceae en los alrededores de San Petersburgo, recibiendo una medalla de oro.
Desde 1862 profesor de botánica en la Escuela Central. En 1864 se convirtió en director de Jardín Botánico de la Universidad de Varsovia, donde estudia fenología y florística. Por su iniciativa se estableció un Jardín pomológico en Marymoncie.
Entre los años 1869 a 1878 fue profesor de botánica en la Universidad Imperial de Varsovia. Obtuvo un título de doctorado por su trabajo en el desarrollo de hongos (desarrollo de esporangios).
Curiosamente, de sus clases, algunos de sus estudiantes se inspiraron a tomar investigaciones sobre hongos. Su discípulo Juan Rostafiński tomó esos estudios, y descubrió dos nuevas especies (nombradas en su honor). Otro estudiante, Leon Nowakowski fue el autor de la obra de Setas inferiores.
Publicó trabajos populares sobre enfermedades de los cultivos de cereales, y de partenogénesis. En 1879 fundó la primera Escuela de Jardinería polaca. Contribuyó a la creación en 1884 de la Sociedad Hortícola de Varsovia. Estuvo interesado en la apicultura y la industria de la seda. Fundó el apiario de la Jardín Botánico de la Universidad de Varsovia y un jardín pomológico. A partir de 1887, fue director del Museo de Industria y Agricultura.
- La abreviatura «Alexandrovicz» se emplea para indicar a Jerzy Alexandrovicz como autoridad en la descripción y clasificación científica de los vegetales.[2]